# بازار صابر
بازار صابر (زاده ۲۰ نوامبر ۱۹۳۸_ درگذشته ۲ مه ۲۰۱۸) یکی از شاعران فارسی‌زبان از کشور تاجیکستان و برنده جایزه دولتی تاجیکستان به نام ابوعبدالله رودکی است.
بازار صابر در روستای صوفیان ناحیه فیض‌آباد زاده شد. پس از پایان تحصیل در دانشگاه ملی تاجیکستان در سال ۱۹۶۲ در مجله‌های «معارف و مدنیت» و «صدای شرق» فعالیت کرد. «از گل خار تا سیم‌خار»، «آتشبرگ»، «با چمیدن با چشیدن»، «چشم سفیدار»، «آفتاب‌نهال»، نمونه‌ای از سروده‌های این شاعر تاجیک است که باعث شهرت بازار صابر گشت. اشعار این شاعر به زبان‌های گوناگون ترجمه شده‌است.